# Golog
Châu tự trị dân tộc Tạng Golog (Quả Lạc) (tiếng Trung: (果洛藏族自治州), Hán Việt: Quả Lạc Tạng tộc Tự trị châu, là một châu tự trị tại tỉnh, Thanh Hải, Cộng hòa Nhân dân Trung Hoa. 

## Các đơn vị hành chính
Châu tự trị Quả Lạc quản lý các đơn vị thị hạt khu (quận nội thành) và các huyện:

### Cácquận nội thành
Không có quận nội thành

### Cáchuyện
- Maqên (Mã Thấm) (玛沁县)
- Baima (Ban Mã) (班玛县)
- Gadê (Cam Đức) (甘德县)
- Darlag (Đạt Nhật) (达日县)
- Jigzhi (Cửu Trì) (久治县)
- Madoi (Mã Đa) (玛多县)